# ماثيو تايلور (مهندس معماري)
ماثيو تايلور (بالإنجليزية: Matthew Taylor)‏ هو مهندس معماري بريطاني، ولد في 18 يوليو 1975.